# Лысенко, Алексей Игнатович
Алексей Игнатович Лысенко (13 февраля 1913 — 19 апреля 1971) — командир расчета 76-мм пушки 100-го гвардейского стрелкового полка (35-я гвардейская стрелковая дивизия, 8-я гвардейская армия, 1-й Белорусский фронт), гвардии сержант.

## Биография
Родился 13 февраля 1913 года в селе Рудовка Луганской области Украины.
Проходил срочную службу в Красной Армии. В июле 1941 года был вновь призван в армию. 30 августа 1944 года гвардии сержант Лысенко Алексей Игнатович награждён орденом Славы 3-й степени. 11 февраля 1945 года гвардии сержант Лысенко Алексей Игнатович награждён орденом Славы 2-й степени 5359.
5 февраля 1945 году в бою у населенного пункта Рейтвейн Германия гвардии сержант Лысенко вывел из строя 3 пулемета и свыше отделения вражеской пехоты. 6-9 марта в бою за населенный пункт Китц на левом берегу реки Одер прямой наводкой подавил несколько огневых точек противника. Войну закончил в городе Берлин. В 1945 году был демобилизован.
Указом Президиума Верховного Совета СССР от 15 мая 1946 года за образцовое выполнение заданий командования гвардии сержант Лысенко Алексей Игнатович награждён орденом Славы 1-й степени. Стал полным кавалером ордена Славы.
Скончался 19 апреля 1971 года.